# Šeps

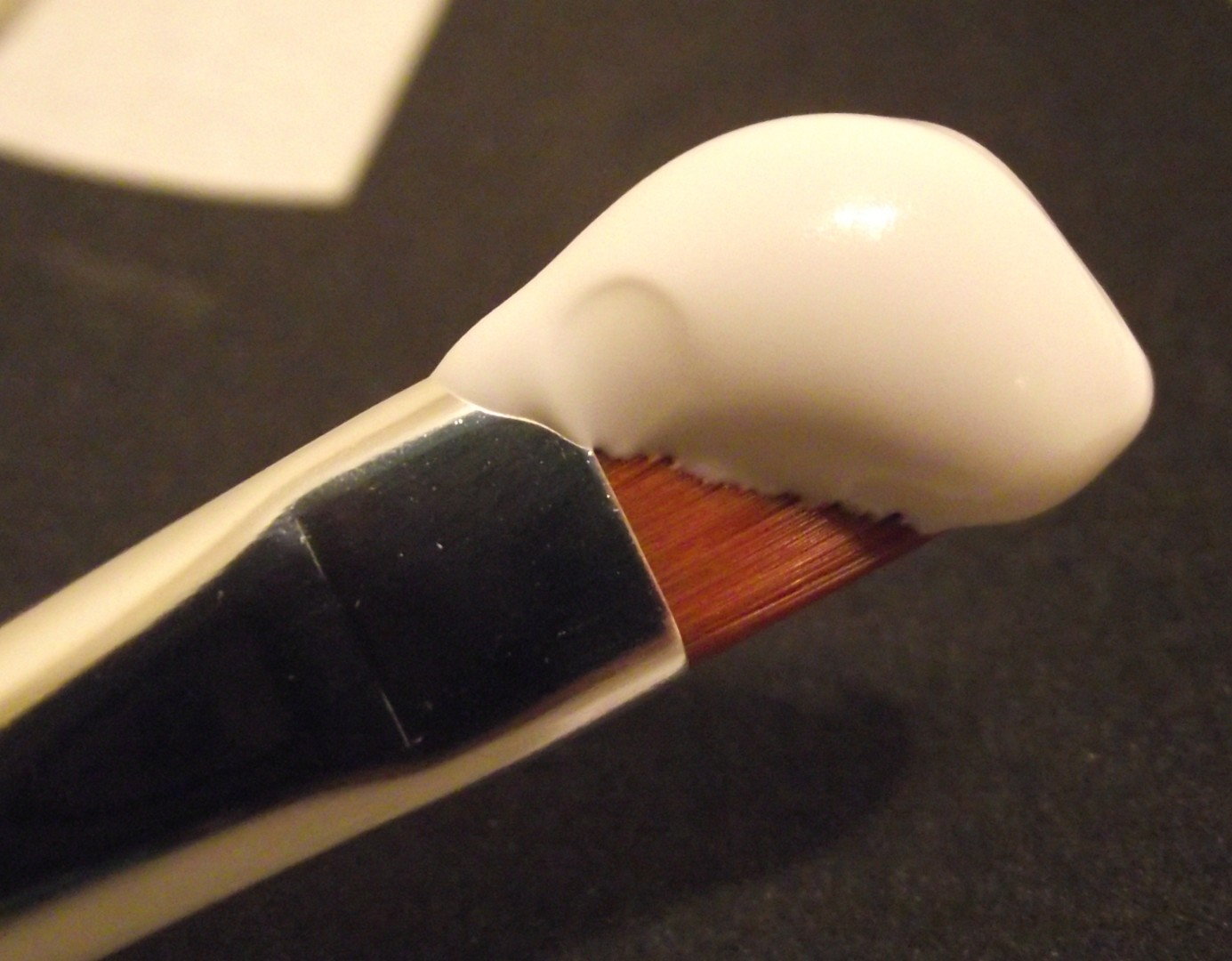
Akrylový šeps na štětci

Šeps je nátěrová hmota používaná pro přípravu malířského plátna i samotná výsledná vrstva podkladového nátěru. Tato vrstva je součástí podmalby, nachází se mezi spojovací mezivrstvou a izolační vrstvou. Jejím cílem je zabránit přílišnému sání a změnám barev v čase. Akt přetírání plátna šepsem se nazývá šepsování, takto ošetřené plátno pak šepsované.
Tradiční šeps se skládá z klihu a plavené křídy. Dále jsou známy šepsy olejové, akrylové či latexové. Někteří moderní malíři malovali na plátno zcela bez základu, jiní používali jako základ například černý asfalt.